# Maurice Aydalot
Maurice Aydalot, né le 22 juin 1905 à Gondrin, dans le Gers, et mort le 8 octobre 1996 à Paris 17e, est un magistrat français.

## Biographie
Fils de Joseph Aydalot, lui-même magistrat et qui fut, entre-autres, président de chambre à la cour d'appel d'Agen, Maurice Aydalot commence sa carrière dans la magistrature en 1930 après des études à la faculté de droit de Paris suivies d'une brève expérience d'avocat stagiaire. Substitut du procureur de la République à Grenoble (1933) puis à Reims (1934) et à Versailles (1936), il est nommé en 1937 à Paris. Substitut adjoint, puis substitut du procureur de la République (1941), il est promu substitut général auprès la cour d'appel de Paris en 1947.
Il a, successivement, été :
- Procureur de la République de Paris du 17 décembre 1951[3] au 22 janvier 1957,
- Procureur général de Paris du 22 janvier 1957[4] au 28 août 1962,
- Procureur général près la Cour de cassation du 28 août 1962[5] au 20 octobre 1967,
- Premier président de la Cour de cassation du 20 octobre 1967[6] au 23 juin 1975,
- Président du conseil de législation criminelle en 1963,
- Vice-président de la Commission nationale de l'informatique et des libertés en 1974,
- Président de la Commission pour la révision du code pénal de 1975 à 1980.

## Prises de position
Maurice Aydalot est le premier grand magistrat qui fait connaître publiquement certaines conceptions hardies face aux grands problèmes posés par l'exercice de la justice dans la vie moderne. C'est ainsi qu'en septembre 1959, prononçant le discours de rentrée de la Cour d'appel de Paris, il choisit comme sujet « Le magistrat dans la cité » et lance l'apostrophe devenue classique, invitant ses collègues à « sortir du néolithique ».
En tant que président du Conseil d'administration de l'École nationale de la magistrature, lors de la cérémonie d'inauguration du nouveau bâtiment de l'ENM à Bordeaux, le 12 décembre 1972, il prodigue ses conseils professionnels aux auditeurs de Justice de la nouvelle promotion .
En 1977, dans une tribune publiée par Le Monde, il écrit que nous "n'avions plus le droit de maintenir la peine capitale dans nos codes. La vie ou la mort ne se joue pas aux dés.". En 1980, il critique le projet « Sécurité et liberté » présenté par le ministre de la Justice d'alors, Alain Peyrefitte, où se bousculaient, selon lui, "un renforcement des sanctions et une limitation des pouvoirs du juge".
Pour Robert Badinter, Maurice Aydalot fut un « grand magistrat républicain ». À la suite du massacre du 17 octobre 1961, la Seine charriait des cadavres d'Algériens jetés dans le fleuve. Avocat à cette époque, le futur garde des Sceaux demanda à Maurice Aydalot, alors procureur général, qu'il fût mis un terme à cette crue sinistre. Il s'y employa et tout revint à l'ordre ordinaire.

## Décorations
- Grand-croix de la Légion d'honneur
- Grand-croix de l'ordre national du Mérite
- Officier de l'ordre du Mérite agricole (1955)[12]
- Chevalier de l'ordre de la Santé publique (1954)[13]
- Commandeur de l'ordre des Arts et des Lettres

## Publications
- Maurice Aydalot, Le délit d'atteinte au crédit de l'état : étude critique de la loi du 12 février 1924 (Thèse), Jouve, 1929, 112 p.
- Maurice Aydalot, Jean Robin et Jacques Lacoste, L'Expertise comptable judiciaire, Paris, Presses universitaires de France, 6e éd. (1re éd. 1943), 268 p. (lire en ligne)
- Maurice Aydalot, Magistrat, Paris, Robert Laffont (no 12), 1976, 345 p.